# Bibliothèque interuniversitaire de santé
La bibliothèque interuniversitaire de santé, ou BIU Santé, est une bibliothèque interuniversitaire parisienne spécialisée en médecine, odontologie, pharmacie et dans les sciences associées.
Elle est issue de la fusion le 1er janvier 2011, de : 
- la bibliothèque interuniversitaire de médecine et d'odontologie (BIUM), héritière de la bibliothèque de l'ancienne faculté de médecine de Paris, dont les origines remontent au XIIIe siècle ;
- la bibliothèque interuniversitaire de pharmacie (BIUP), fondée au XVIe siècle.

Les deux sites restant toutefois distincts. Les deux bibliothèques appelées désormais Santé - Médecine et Santé - Pharmacie sont désormais rattachées à l'université Paris Cité depuis 2019, dont elles ne constituent plus que des sections sous la direction générale des bibliothèques de l'université.

## Histoire

### Bibliothèque interuniversitaire de médecine

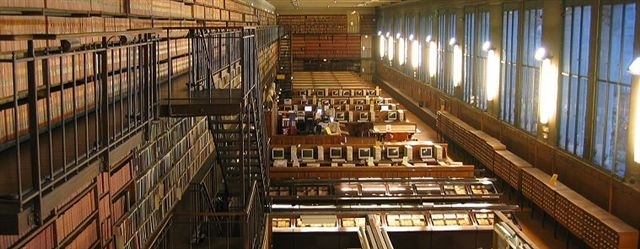
Grande salle de lecture de la BIU santé, pôle médecine / odontologie.

La BIUM est originairement la bibliothèque de l'ancienne faculté de médecine de Paris, créée au Moyen Âge et installée rue de la Bûcherie puis rue Jean-de-Beauvais. La première mention d'un prêt d'ouvrage remonte à 1391 et la première liste d'ouvrages conservés répertorie treize manuscrits en 1395. Au début du XVIIIe siècle, la bibliothèque ne comporte que 32 volumes. Les donations des docteurs François Picote de Belestre (3456 volumes en 1733) et Philippe Hecquet augmentent grandement les collections. Le 3 mars 1746, la bibliothèque de la faculté est ouverte de manière plus large au public. La faculté est supprimée en 1793, mais une École de santé est établie par la Convention en 1794 et s'installe dans l'ancienne académie de chirurgie, dans un bâtiment construit par Jacques Gondouin.
Dispersées au moment de la fermeture de la faculté, les collections sont reconstituées par le chirurgien et bibliothécaire Pierre Sue qui y joint les fonds de l'ancienne académie de chirurgie, ceux de la Société royale de médecine et enfin d'autres ouvrages sélectionnés dans les dépôts littéraires de la capitale. La bibliothèque est rouverte au public en 1795.
Durant tout le XIXe siècle et une grande partie du XXe siècle jusqu'au début des années 1970, cette institution constitue la bibliothèque de la faculté de médecine de Paris et ses fonds continuent de s'accroître.

### Bibliothèque interuniversitaire de pharmacie

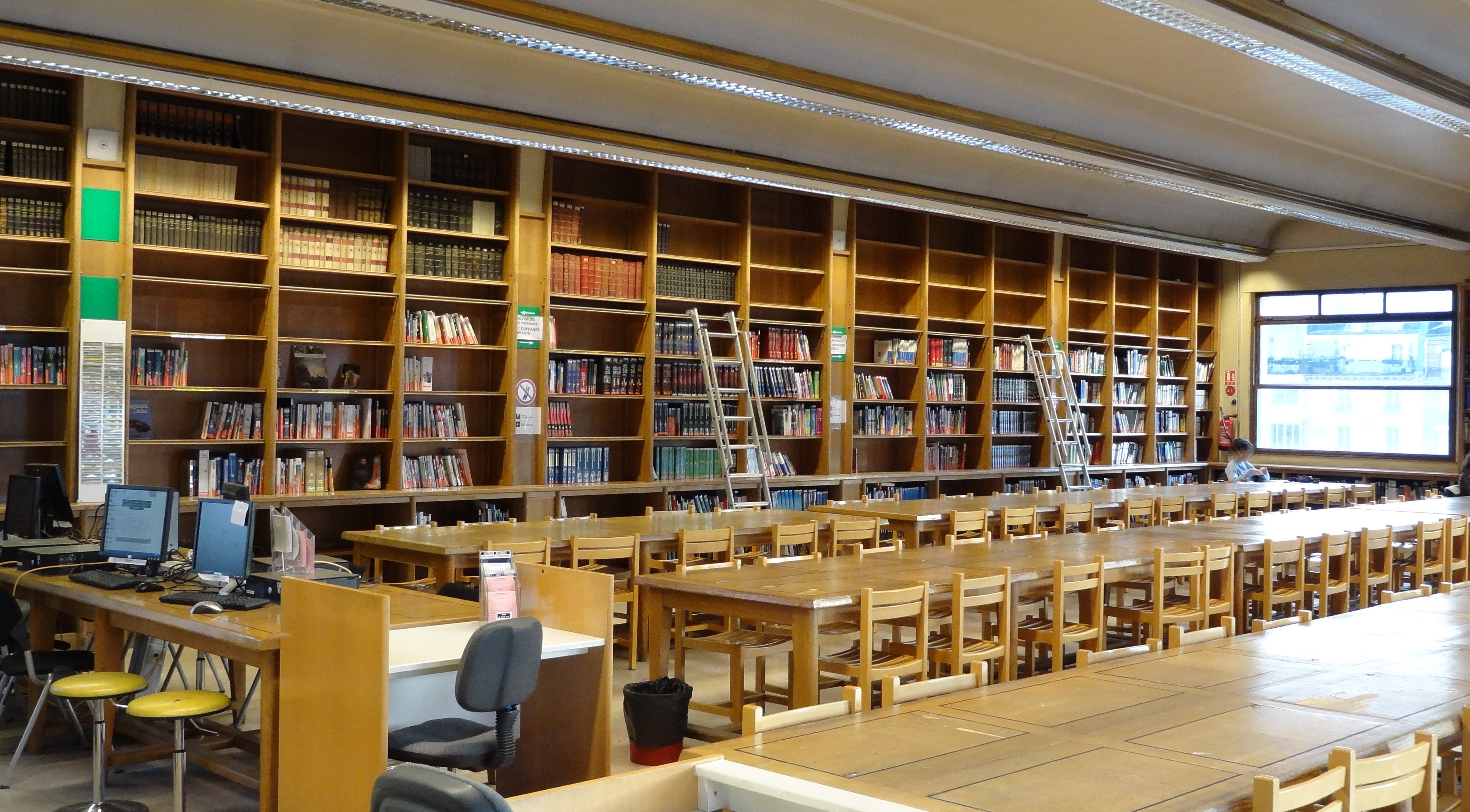
Salle Dorveaux de la BIU Santé, Pôle pharmacie, biologie, cosmétologie

L'histoire des collections de la bibliothèque interuniversitaire de pharmacie remonte à un don d'ouvrages fait en novembre 1570 par quatre maîtres de la communauté des apothicaires-épiciers de Paris à leur corporation. D'autres dons des gardes de la communauté étoffent la bibliothèque commune jusqu'en 1777, date à laquelle est créé le Collège de Pharmacie de Paris. Le fonds d'ouvrages et d'archives passe en 1803 sous la responsabilité du secrétaire de l'École de Pharmacie et de certains professeurs (notamment Nicolas Gaston Guibourt).
La fonction de bibliothécaire n'apparaît au sein de l'École de pharmacie qu'en 1878, puis un règlement pour le service entre en vigueur en février 1882. Cette même année 1882, l'École et la bibliothèque quittent l'ancien Jardin des apothicaires rue de l'Arbalète et emménagent dans de nouveaux locaux à la faculté de pharmacie de Paris, avenue de l'Observatoire.
C'est surtout le docteur et historien Paul Dorveaux (1851-1938), bibliothécaire de 1884 à 1922, qui va marquer l'établissement d'une empreinte durable, par l'organisation d'une politique de conservation et d'acquisition, touchant aussi bien la production scientifique courante que les manuscrits et ouvrages anciens.
Sous les directions de Gabriel Garnier (1936-1961) et d'Yvonne Ruyssen (1961-1973), la bibliothèque connut de nouvelles mutations : accroissement des effectifs en personnel, réorganisation des locaux et ouverture d'une nouvelle salle de lecture (salle Dorveaux) en 1958.

### Depuis 1972
À la suite de l'éclatement de l'université de Paris, les deux bibliothèques sont d'abord intégrées en 1972, avec la bibliothèque scientifique, dans la bibliothèque interuniversitaire C en vertu du décret no 72-132 du 10 février.
Via le décret no 78-1122 du 16 novembre 1978, chacune de ces bibliothèques retrouve une autonomie sous les noms respectifs de Bibliothèque interuniversitaire de médecine (BIUM) et de Bibliothèque interuniversitaire de pharmacie (BIUP).
Les deux entités relèvent de l'université Paris-Descartes (Paris 5), mais la Bibliothèque interuniversitaire de médecine (BIUM) est un service commun aux universités Pierre-et-Marie-Curie (Paris 6) et Paris Diderot (Paris 7), tandis que la Bibliothèque interuniversitaire de pharmacie (BIUP) est un service commun à l'université Paris-Sud 11.

### Depuis 2000
En 2010, l'Université Pierre-et-Marie-Curie (Paris 6) dénonce la convention qui la lie à la Bibliothèque interuniversitaire de médecine (BIUM) et cesse de participer au fonctionnement de la bibliothèque. La BIUM reste un service commun entre l'université Paris-Descartes (Paris 5) et l'université Paris-Diderot (Paris 7), qui fusionneront en 2020 sous le nom d'Université de Paris.
Le regroupement des deux bibliothèques en une Bibliothèque interuniversitaire de santé (BIUS) est décidé en septembre 2009 et devient effectif au 1er janvier 2011.

## Statut et fonctionnement
La Bibliothèque est théoriquement régie par une convention passée entre les universités Paris-Descartes (Paris 5), Paris Diderot (Paris 7) et Paris 11. Elle est rattachée administrativement à l'université Paris Descartes. Elle est dirigée par un conservateur des bibliothèques.
La Bibliothèque interuniversitaire de santé était jusqu'en 2017 CADIST pour la médecine, l'odontologie et la cosmétologie. Elle est désormais « délégataire CollEx » dans les disciplines suivantes : médecine, odontologie, pharmacie-chimie, cosmétologie, psychologie (en association avec la bibliothèque Henri-Piéron), psychiatrie, sciences cognitives, neurosciences. La BIU Santé est également pôle associé de la Bibliothèque nationale de France pour la médecine et la pharmacie.
La BIU Santé est une bibliothèque de recherche, principalement destinée aux étudiants, chercheurs et enseignants des disciplines de santé, y compris la psychologie. Elle accueille aussi tous les professionnels de santé non universitaires, ainsi que toute personne menant des recherches en adéquation avec ses collections.
Le site consacré à la médecine et à l'odontologie est implanté dans l'ancienne Faculté de médecine de Paris, rue de l'École-de-Médecine, dans le trapèze formé par cette dernière, la rue Hautefeuille, le boulevard Saint-Germain et la place Henri-Mondor. Ces locaux abritent la présidence de l'Université Paris-Descartes (services administratifs, financiers, etc.), ainsi que le Musée d'histoire de la médecine et de l'art dentaire.
Le site consacré à la pharmacie fait partie des anciens locaux de la faculté de pharmacie de Paris. Une salle de lecture propre aux étudiants (salle Fialon) a été ouverte en 1991.
Lectorat : 13 000 lecteurs inscrits physiquement ; 130 000 internautes différents consultent chaque mois le site Web de la bibliothèque, dont 60 % en provenance de l'étranger.

## Architecture
Le pôle médecine-odontologie abrite trois salles de lecture :
- la salle Louis Landouzy fut le premier espace public de la bibliothèque en 1795. Elle abrite désormais les collections d'odontologie ;
- la grande salle, le long du boulevard Saint-Germain, fut inaugurée en 1891. Elle est l’œuvre de l'architecte Léon Ginain, qui mit un point d'honneur à ce qu'elle fût plus longue de six mètres que celle de la bibliothèque Sainte-Geneviève. En 1908, elle fut rehaussée d'un niveau pour permettre d'installer un étage supplémentaire de magasins ;
- la réserve, aménagée en 1962 pour la consultation des fonds anciens.

Le pôle pharmacie-biologie-cosmétologie comprend deux salles de lecture :
- la salle Dorveaux, dans l'aile nord ;
- la salle Fialon, dans l'aide sud.

## Collections
La BIU Santé est une bibliothèque de référence au niveau national en matière médicale. Elle est aussi le conservatoire de toutes les thèses de médecine et de chirurgie dentaire soutenues en France, dont elle reçoit un exemplaire. Pour Paris, la collection de thèses remonte à 1539. La BIU Santé était dépositaire du dépôt légal pour les ouvrages de médecine et d'odontologie. 
L'ensemble de la collection figure parmi les trois plus riches du monde dans ces domaines, avec celles de la National Library of Medicine (États-Unis) et de la Wellcome Library (Londres).
Pour gagner de la place, la BIU Santé a confié une partie de ses collections, en particulier des thèses de province (seulement les années anciennes), les thèses étrangères et les revues en caractères non latins au Centre technique du livre de l'enseignement supérieur.

### Médecine-odontologie
- Plus de 440 000 ouvrages imprimés ;
- près de 16 300 titres de périodiques français et étrangers, dont 5 000 en cours ;
- de nombreuses ressources électroniques (documents numériques, bases de données et périodiques en ligne, Internet).

### Histoire de la santé
- 1 146 manuscrits ;
- 3 000 ouvrages du XVIe siècle, 6 700 du XVIIe siècle, 16 000 du XVIIIe siècle, 130 000 du XIXe siècle
- dessins, estampes, photographies, médailles.

### Pharmacie-biologie-cosmétologie
- Plus de 97 000 volumes ;
- plus de 4 000 publications en série en cours (périodiques et collections) ;
- 208 manuscrits.

### Bibliothèque virtuelle
Le site Internet de la BIU Santé comprend :
- une partie moderne (catalogues, bases de données, service question-réponse en ligne BIUMInfo, fourniture de documents à distance...
- et une bibliothèque virtuelle patrimoniale, Medic@, qui offre l'accès en ligne à des corpus de textes intéressant l'histoire de la médecine, de l'art dentaire, de la pharmacie et de la santé en général, du XVe siècle au XXe siècle, que complètent d'autres produits et services documentaires (banque de 230 000 images, expositions virtuelles, base bio-bibliographique de médecins, publication électronique de thèses et de congrès, sites web de sociétés savantes, éditions critiques de textes).

En collaboration avec l'Académie nationale de chirurgie, la BIU Santé publie aussi une revue scientifique en Open Access, les e-Memoires de l'Académie nationale de Chirurgie, et diffuse en ligne les vidéos des séances hebdomadaires de l'Académie.

## Liste des responsables
La bibliothèque est actuellement dirigée par deux co-directeurs qui sont tous les deux conservateurs.

### Bibliothèque de médecine
- Jean-Louis-Livin Baude de Lacloye (1737-1748)
- Charles Payen (1749-1751)
- Michel-Procope Couteaux (1751-1753)
- Louis-René Marteau (1753-1757)
- Denis-Claude Doulcet (1757-1759)
- Alexandre-Louis Dienert (1759-1761)
- Henri-Jacques Macquart (1761-1763)
- Hugues Capet (1763-1764)
- David Vasse (1765-1766)
- Louis-Alexandre Gervaise (1766-1768)
- Hugues Gauthier (1768-1770)
- Edmond-Claude Bourru (1771-1775)
- Jean Roy (1775-1780)
- Augustin Roussel de Vauzesme (1779-1781)
- Barthélemy-Toussaint Le Clerc (1781-1783)
- Michel-François de La Planche (1783-1788)
- Jean-Charles-Henri Sallin (1788-1790)
- Jean-Mathieu Defrasne (1790-1793)
- Pierre Sue (1794-1808)
- Louis-Jacques Moreau de la Sarthe (1808-1822)
- Patrice Mac-Mahon (1823-1835)
- Jean-Eugène Dezeimeris (1836-1852)
- Jacques Raige-Delorme (1852-1876)
- Achille Chéreau (1876-1885)
- François-Louis Hahn (1885-1920)
- Victor-Lucien Hahn (1920-1937)
- Alfred-André Hahn (1937-1970)
- Paule Dumaître (1971-1979)
- Yvonne Guéniot (1979-1989)
- Pierrette Casseyre (1990-1999)
- Guy Cobolet (2000-2010)

### Bibliothèque de pharmacie
- Oswald Goepp (1878-1879)
- Gabriel Le Mercier (1879-1884)
- Paul Dorveaux (1884-1922)
- Louis Barrau-Dihigo (1922-1925)
- Charles Beaulieux (1926-1931)
- Maurice Bernard (1931-1936)
- Gabriel Garnier (1936-1961)
- Yvonne Ruyssen (1961-1973)
- Paul Roux-Fouillet (1974-1977)
- Marie-Edmée Michel (1977-1989)
- Françoise Malet (1989-1999)
- Odile Rohou (2000-2003)
- Christiane Baryla (2003-2006)
- Laurence Boitard (2006-2009)
- Françoise Boucheron (par intérim 2009-2010)

### BIU Santé
- Guy Cobolet (2011-2018)
- Sabine Labare et Arnauld Sillet (2018-2020)
- Catherine Weill (2020-2021)
- Emeline Dalsorg (depuis sept. 2021)

Depuis 2021, la BIU Santé est intégrée au sein de la direction générale des bibliothèques de l'université Paris Cité.

### Sources
- « La BIU Santé département médecine-odontologie. - Un aperçu de l'histoire du fonds », Le Livre ancien au Grand Palais. 22e Salon international du livre ancien, de l'estampe et du dessin, Paris, Grand-Palais, 16-17-18 avril 2010, p. 19-29 [lire en ligne]
- Régis Rivet et Bernadette Molitor, Patrimoine des bibliothèques de France : un guide des régions, vol. 1, Paris, Payot, 1995, 335 p. (ISBN 2-228-88964-4, BNF 36687168), « Bibliothèque interuniversitaire de médecine », p. 202-207
- Paul Dorveaux. Historique de la bibliothèque de l'École de pharmacie de Paris... suivi de l'analyse du premier registre des archives de l'École de pharmacie, Besançon : Jacquin, 1910.
- André Hahn. La Bibliothèque de la Faculté de médecine de Paris, Paris : Librairie Le François, 1929.
- Yvonne Ruyssen. « La bibliothèque de la Faculté de Pharmacie de Paris à travers le temps », Revue d'histoire de la pharmacie, XXI, no 218, septembre 1973, p. 529-538.
- Marie-Edmée Michel. « La bibliothèque de la Faculté de Pharmacie de Paris (1882-1982) », La Faculté de pharmacie de Paris, Saint-Cloud : Comarco, 1982.